# Các dân tộc Turk
Các dân tộc Turk, được các sử liệu Hán văn cổ gọi chung là Đột Quyết (突厥), là các dân tộc nói các ngôn ngữ Turk, thuộc hệ dân Á Âu, định cư ở miền Bắc, Trung và Tây lục địa Á-Âu. Các dân tộc này có chung nhiều đặc trưng văn hóa và bối cảnh lịch sử ở các mức độ khác nhau. Các dân tộc Turk bao gồm người Kazakh, Uzbek, Kyrgyz, Uyghur, Azerbaijan, Turkmen, Tatar, Qashkai, Bashkir, Chuvash, Afshar và Thổ Nhĩ Kỳ, cũng như các dân tộc từng tồn tại trong lịch sử như Bulgar, Kuman, Avar, Seljuk, Khazar, Ottoman, Mamluk và có thể cả Hung Nô.
Xuất xứ của các dân tộc Turk là Trung Á. Nhưng khi ngôn ngữ Turk lan rộng tới các khu vực khác, thông qua di cư và xâm chiếm, thì hiện nay họ sinh sống ở khắp thế giới. Có khoảng 180 triệu người trên thế giới sử dụng các ngôn ngữ Turk như tiếng mẹ đẻ và 20 triệu người khác sử dụng các ngôn ngữ Turk như ngôn ngữ thứ hai. Những quốc gia độc lập của các dân tộc Turk là: Azerbaijan, Kazakhstan, Kyrgyzstan, Turkmenistan, Thổ Nhĩ Kỳ, và Uzbekistan. Các vùng lãnh thổ trong quốc gia nơi các dân tộc Turk có quyền tự trị gồm: Bashkortostan, Tatarstan, Chuvashia, Khakassia, Tuva, Yakutia, Cộng hòa Altai, Altai Krai, Kabardino-Balkaria, và Karachay-Cherkessiađều thuộc Liên bang Nga, Khu tự trị dân tộc Uyghur Tân Cương của Trung Quốc, khu tự trị Gagauzia của Moldova. Ngoài ra, ở nước Cộng hòa Tự trị Krym của Ukraina là quê hương của người Tatar Krym. Ở một số địa phương của Iran, Iraq, Gruzia, Bulgaria, Cộng hòa Macedonia, Hy Lạp, Tajikistan, Afghanistan, và miền tây Mông Cổ cũng có nhiều người thuộc các dân tộc Turk định cư.
Một bộ phận lớn người các dân tộc Turk theo Hồi giáo. Ngoài ra còn có người theo Kitô giáo, Phật giáo, Do thái giáo, Shaman giáo, Tengri giáo, thuyết vô thần, thuyết bất khả tri.

## Danh sách các nhóm sắc tộc
| Danh sách các dân tộc Turk ngày nay | Danh sách các dân tộc Turk ngày nay | Danh sách các dân tộc Turk ngày nay | Danh sách các dân tộc Turk ngày nay                     |
| Tên dân tộc                         | Dân số                              | Các nhà nước dân tộc được hình thành | Tôn giáo                                                |
| ----------------------------------- | ----------------------------------- | --- | ------------------------------------------------------- |
| Turk                                | 60.000.000–65.000.000               | Thổ Nhĩ Kỳ, Bắc Síp | Hồi giáo Sunni, Alevi                                   |
| Azerbaijan                          | 31.300.000                          | Azerbaijan, Iran, Dagestan (Liên bang Nga)                                                                                                   | Hồi giáo Shia, Hồi giáo Sunni                           |
| Uzbek                               | 30.700.000                          | Uzbekistan | Hồi giáo Sunni                                          |
| Kazakh                              | 15.193.000                          | Kazakhstan, Bayan-Ölgii, Châu tự trị dân tộc Kazakh Ili, Huyện tự trị dân tộc Kazak-Barköl, Huyện tự trị dân tộc Kazakh-Mori, Cộng hòa Altai | Hồi giáo Sunni                                          |
| Duy Ngô Nhĩ                         | 11.900.000                          | Khu tự trị Duy Ngô Nhĩ Tân Cương | Hồi giáo Sunni                                          |
| Turkmen                             | 8.000.000                           | Turkmenistan | Hồi giáo Sunni                                          |
| Tatar Volga                         | 6.200.000                           | Tatarstan (Liên bang Nga) | Hồi giáo Sunni, Chính thống giáo Đông phương            |
| Kyrgyz                              | 6.000.000                           | Kyrgyzstan, Châu tự trị dân tộc Kyrgyz Kizilsu                                                                                               | Hồi giáo Sunni                                          |
| Bashkir                             | 1.700.000                           | Bashkortostan (Liên bang Nga) | Hồi giáo Sunni                                          |
| Chuvash                             | 1.500.000                           | Chuvashia (Liên bang Nga) | Chính thống giáo Đông phương, Vattisen Yaly             |
| Turk Khorasani                      | 1.000.000                           | Không có | Hồi giáo Shia                                           |
| Qashqai                             | 949.000                             | Không có | Hồi giáo Shia                                           |
| Người Karakalpak                    | 796.000                             | Bản mẫu:Country data Karakalpakstan (Uzbekistan)                                                                                             | Hồi giáo Sunni                                          |
| Kumyk                               | 520.000                             | Dagestan (Liên bang Nga) | Hồi giáo Sunni                                          |
| Người Tatar Krym                    | <500.000                            | Krym (tranh chấp giữa Ukraina và Nga) | Hồi giáo Sunni                                          |
| Yakut (Sakha)                       | 482.000                             | Cộng hòa Sakha hoặc Yakutia (Liên bang Nga)                                                                                                  | Chính thống giáo Đông phương, Tengri giáo               |
| Karachay                            | 346.000                             | Karachay-Cherkessia (Liên bang Nga) | Hồi giáo Sunni                                          |
| Tuva                                | 273.000                             | Tuva (Liên bang Nga) | Phật giáo Tây Tạng, Tengri giáo                         |
| Gagauz                              | 126.000                             | Gagauzia (Moldova) | Chính thống giáo Đông phương                            |
| Balkar                              | 112.000                             | Kabardino-Balkaria (Liên bang Nga) | Hồi giáo Sunni                                          |
| Nogai                               | 110.000                             | Dagestan và Karachay-Cherkessia (Liên bang Nga)                                                                                              | Hồi giáo Sunni                                          |
| Salar                               | 104.000                             | Hạt tự trị dân tộc Salar-Tuần Hóa, Huyện tự trị dân tộc Bảo An, Đông Hương và Salar Tích Thạch Sơn                                           | Hồi giáo Sunni, Phật giáo Tây Tạng                      |
| Khakas                              | 75.000                              | Khakassia (Liên bang Nga) | Chính thống giáo Đông phương, Tengri giáo               |
| Altai                               | 74.000                              | Cộng hòa Altai (Liên bang Nga) | Burkhan giáo, Tengri giáo, Chính thống giáo Đông phương |
| Äynu                                | >60.000                             | Không có | Alevi                                                   |
| Khalaj                              | 42.000                              | Không có | Hồi giáo Shia                                           |
| Yugur                               | 13.000                              | Hạt tự trị dân tộc Yugur Túc Nam | Phật giáo Tây Tạng, Tengri giáo                         |
| Dolgan                              | 13.000                              | Huyện Taymyrsky Dolgano-Nenetsky (Liên bang Nga)                                                                                             | Tengri giáo, Chính thống giáo Đông phương               |
| Khoton                              | 10.000                              | Không có | Hồi giáo Sunni                                          |
| Nağaybäk                            | 8.000                               | Không có | Chính thống giáo Đông phương                            |
| Shor                                | 8.000                               | Không có | Chính thống giáo Đông phương, Tengri giáo               |
| Người Tatar Siberia                 | 6.000                               | Không có | Hồi giáo Sunni                                          |
| Telengit                            | 3.700                               | Không có | Chính thống giáo Đông phương, Burkhan giáo, shamanism   |
| Soyot                               | 3.600                               | Không có | Phật giáo Tây Tạng, Tengri giáo                         |
| Kumandin                            | 2.900                               | Không có | Chính thống giáo Đông phương, Tengri giáo               |
| Teleut                              | 2.700                               | Không có | Chính thống giáo Đông phương, Tengri giáo               |
| Karaite Krym                        | 2.000                               | Không có | Hồi giáo Karaite                                        |
| Tubalar                             | 1.900                               | Không có | Chính thống giáo Đông phương, shaman giáo               |
| Kyrgyz Phú Dụ                       | 1.400                               | Không có | Hồi giáo Sunni                                          |
| Chelkan                             | 1.100                               | Không có | Chính thống giáo Đông phương, Burkhan giáo, shaman giáo |
| Krymchak                            | 1.000                               | Không có | Do Thái giáo chính thống                                |
| Tofalar                             | 800                                 | Không có | Tengri giáo, Chính thống giáo Đông phương               |
| Chulym                              | 355                                 | Không có | Chính thống giáo Đông phương                            |
| Dukha                               | 282                                 | Không có | Tengri giáo                                             |
| Turk Ili                            | 177                                 | Không có | Hồi giáo Sunni                                          |

## Ngôn ngữ

### Phân bố
Ngữ hệ Turk bao gồm 30 ngôn ngữ, được nói trên một khu vực rộng lớn từ Tây Âu và Địa Trung Hải, cho tới Siberia và Mãn Châu và qua cả Trung Đông. Khoảng 170 triệu người trên thế giới có một ngôn ngữ Turk là ngôn ngữ đầu tiên; và 20 triệu người khác thì sử dụng ngôn ngữ Turk như là một ngôn ngữ thứ hai. Trong số những người nói ngôn ngữ Turk, thì số lượng người nói tiếng Thổ Nhĩ Kỳ, hay tiếng Thổ Nhĩ Kỳ Tiểu Á chiếm phần lớn nhất, lên tới 40%. Hơn một phần ba trong số này là người Thổ Nhĩ Kỳ (Türk), sống chủ yếu ở Thổ Nhĩ Kỳ và các khu vực trước đây do Ottoman ở Nam, Đông Âu và Tây Á; cũng như là Tây Âu, lục địa Úc và châu Mỹ do nhập cư. Những người Turk còn lại tập trung ở Trung Á, Nga, khu vực gần dãy Kavkaz, Trung Quốc và miền Bắc Iraq.

### Bảng chữ cái

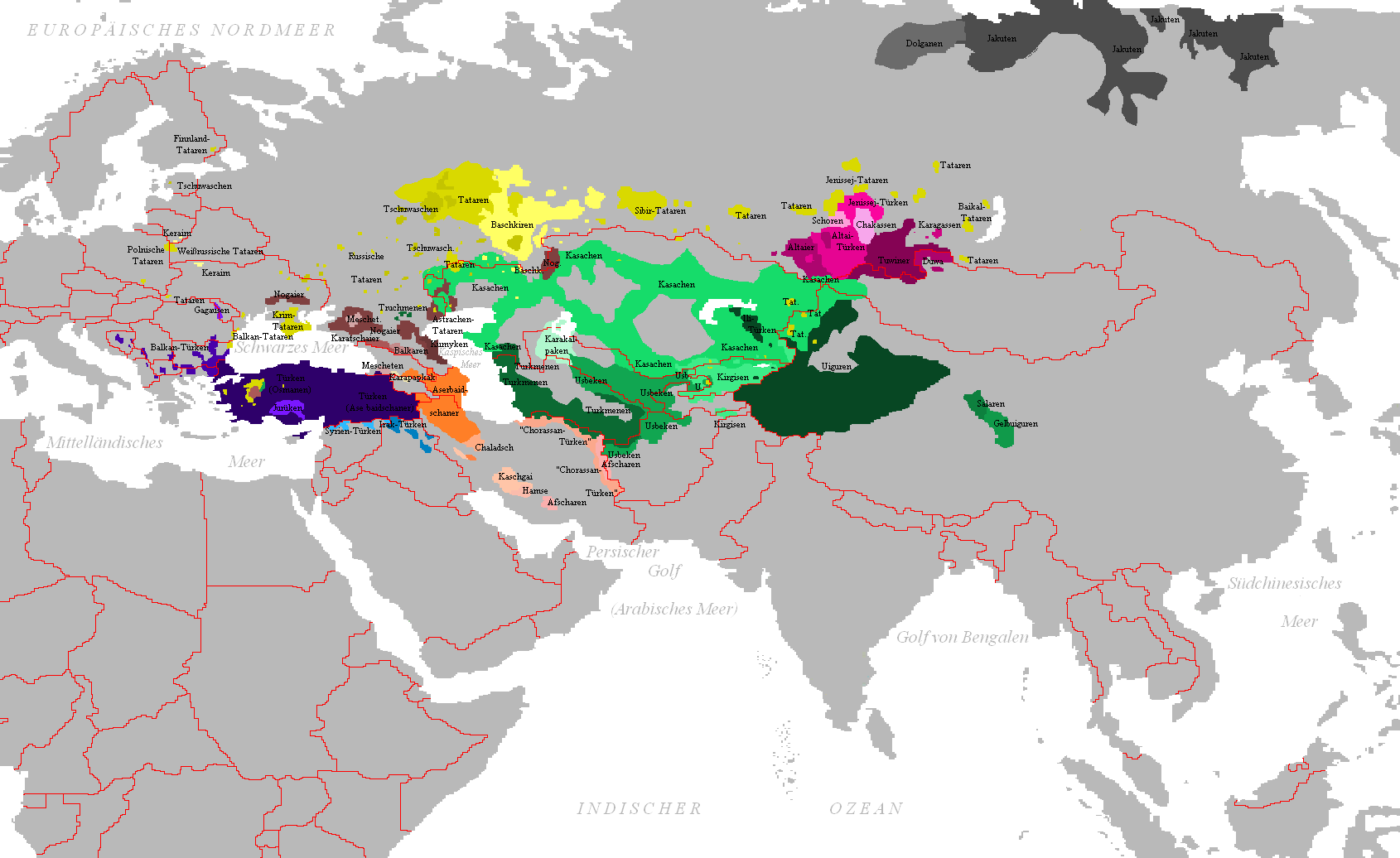
Bản đồ mô tả sự phân bố của các dân tộc Turk.